# Samuel Noah Kramer
Samuel Noah Kramer (Kíev, Imperi Rus -actual Ucraïna-, 28 de setembre de 1897 - Filadèlfia, Pennsilvània, EUA, 26 de novembre de 1990) va ser un historiador ucraïnès líder mundial en assiriologia i un reconegut expert en el món d'història sumèria i l'idioma sumeri.

## Biografia
Samuel Noah Kramer era fill de Benjamí i Yetta Kramer. El 1905, com a resultat del programa antisemita del Tsar Nicolau II de Rússia, la seva família emigrà a Filadèlfia, on el seu pare va obrir una escola d'hebreu. Després de graduar-se de l'escola de secundària i obtenir un títol de llicenciatura, Kramer va provar diverses ocupacions, incloent-hi l'ensenyament a l'escola del seu pare. Finalment va esdevenir escriptor i home de negocis.
Es va matricular al Dropsie College de Filadèlfia en hebreu, i es va convertir en un apassionat de l'egiptologia. Poc després va ser traslladat de la República Oriental al Departament d'Estudis de la Universitat de Pennsilvània, en col·laboració amb el brillant jove Ephraim Avigdor Speisen, qui es convertiria en una de les principals figures del món d'Estudis del Pròxim Orient. Speisen estava intentant desxifrar l'escriptura cuneïforme de l'edat de bronze que data dels volts de l'any 1300 aC; per Kramer, això va representar l'inici de la seva vida de treball en la comprensió de l'escriptura cuneïforme.
Kramer es va doctorar l'any 1929. Es va retirar de la vida acadèmica formal l'any 1968, però es va mantenir molt actiu al llarg de la seva jubilació.
En la seva autobiografia, publicada l'any 1986, resumeix els seus èxits de la manera següent: "En primer lloc, i el més important, és el seu paper en la recuperació i restauració, de la literatura sumèria. A través dels seus esforços diversos milers de fragments de la literatura sumèria s'han posat a disposició dels experts, un dipòsit de base de dades no adulterada que perdurarà durant moltes dècades per venir. En segon lloc, es va esforçar ... posar a disposició traduccions de molts d'aquests documents a la comunitat acadèmica i, especialment, antropòlegs, historiadors i humanistes. En tercer lloc, ha ajudat a difondre el nom del país de Sumer al món en general, i perquè la gent prengui consciència del paper crucial que tenen els sumeris a l'ascens de l'home civilitzat".

Evolució del caràcter SAG (cap) entre els anys 3000 i 1000 avanç de Crist, segons Samuel Noah Kramer.

## Obra
- La història comença a Sumer,(1956)
- Els sumeris: La seva Història, Cultura i caràcters, Samuel Noah Kramer, Editorial: University of Chicago Press (1963) ISBN 0-226-45238-7
- Mitologia sumèria: Estudi d'assoliment espiritual i literari en el Tercer Mil lenni B.C, Samuel Noah Kramer
- Inanna: Reina del Cel i la Terra, Samuel Noah Kramer i Diane Wolkstein (Nova York: Harper & Row 1983) ISBN 0-06-090854-8
- En el món del país de Sumer, una autobiografia, Samuel Noah Kramer, Wayne State University Press, ISBN 0-8143-1785-5